# Vlag van Tamaulipas

Vlag van Tamaulipas (ratio 4:7)

De niet-officiële vlag van Tamaulipas toont het wapen van Tamaulipas centraal op een witte achtergrond, waarbij de hoogte-breedteverhouding van de vlag net als die van de Mexicaanse vlag 4:7 is.
Net als de meeste andere staten van Mexico heeft Tamaulipas geen officiële vlag, maar wordt de hier rechts afgebeelde vlag op niet-officiële wijze gebruikt.
De vlag werd officieel gemaakt met de Wet op het Wapen en het Volkslied van Tamaulipas, omdat in deze wet staat dat het Staatswapen in de vorm van een vlag mag worden gebruikt door staats- en gemeentelijke autoriteiten en in onderwijsinstellingen.

## Geschiedenis

Vlag van de Republiek van de Rio Grande.

In 1840 scheidde Tamaulipas zich samen met Coahuila en Nuevo León van Mexico af om de Republiek van de Rio Grande te vormen. Tamaulipas werd met één ster vertegenwoordigd op de vlag van de Republiek van de Rio Grande. Na 283 dagen werd het gebied weer bij Mexico gevoegd.